# 石俊
石 俊(せき しゅん、シ・ジュン、1982年10月9日 - )は、中国出身のサッカー選手。

## 来歴
2005年より3年間の間、スイス・スーパーリーグの強豪であるヤング・ボーイズでプレーした。その後、FCルツェルンへのレンタルを経て国内リーグへ復帰。多くの中国人選手が完全なマーケティング目的で獲得される中、スイス時代は戦力として活躍している。

## 所属クラブ
- 2002年 - 2003年  雲南紅塔（中国語版）
- 2004年 - 2005年  重慶力帆
- 2005年 - 2008年  ヤング・ボーイズ
  - 2008年  FCルツェルン(レンタル移籍)
- 2008年 - 2011年  成都謝菲聯
- 2011年  四川都江堰欣宝
- 2012年  哈爾浜毅騰（中国語版）
  - 2012年  青海森科（中国語版）(レンタル移籍)
- 2013年  青海森科（中国語版）
- 2016年 -   河北精英（中国語版）